# Gary di Silvestri
Gary di Silvestri (Staten Island, 3 febbraio 1967) è un fondista statunitense naturalizzato dominicense.

## Biografia
Sposato con Angelica Morrone, ha ottenuto insieme alla moglie la cittadinanza dominicense per l'attività filantropica svolta nel Paese. All'età di 47 anni, dopo aver disputato alcune gare FIS, ha preso il via alla 15 km dei XXII Giochi olimpici invernali di Soči 2014, senza tuttavia concludere la prova.